# Sinmara
In der nordischen Mythologie ist Sinmara eine Riesin, die normalerweise als Gemahlin des Feueriesen Surtr, des Herrn von Muspelheim, aber auch als Ehefrau von Mimir angesehen wird. Sinmara wird nur im Gedicht Fjölsvinnsmál bezeugt, wo sie in einer (geänderten) Strophe neben Surtr erwähnt und in einer späteren Passage als Hüterin der legendären Waffe Lævateinn beschrieben wird.